# 决斗犹马镇
是一部2007年的美國西部電影，由詹姆斯·曼高德執导，主演是克里斯蒂安·贝尔和罗素·克劳，配角有彼得·方達、葛雷琴·莫爾、本·福斯特、達拉斯·羅伯茨、阿蘭·圖代克、凡妮莎·蕭和盧根·利文。本片是1957年同名電影《3:10 to Yuma》的重拍版，改编自埃尔莫·伦纳德的短篇小說《Three-Ten to Yuma》的第二部改編電影。

## 剧情
干旱到来，农田需要水利，但是镇上没有金钱挖井，为了得到了一笔资金，农场主只好想对策，最终决定护送重犯到犹马镇监狱，换取金钱来挽救农场。

## 演员
| 演员            | 角色            | 备注 |
| 罗素·克劳       | 本·维德         |      |
| 克里斯蒂安·贝尔 | 丹·埃文斯       |      |
| 罗根·勒曼       | 威廉·埃文斯     |      |
| 賓·科士打       | 查理王子        |      |
| 彼得·方达       | 拜伦·麦克尔罗伊 |      |
| 達拉斯·羅伯茨   | 格雷森          |      |
| 阿蘭·圖代克     | 医生波特        |      |
| 葛雷琴·莫爾     | 爱丽丝·埃文斯   |      |
| 凡妮莎·蕭       | 艾米            |      |
| 凯文·杜兰       | 塔克            |      |
| 卢克·威尔逊     | 齐克            |      |

## 制作
该片改编自美国小说家埃尔莫·伦纳德的同名作品，他在2013年已经去世。
该片是美国西部片。